# Stegana brunnea
Stegana brunnea är en tvåvingeart som beskrevs av Malloch 1924. Stegana brunnea ingår i släktet Stegana och familjen daggflugor.
Artens utbredningsområde är Costa Rica. Inga underarter finns listade i Catalogue of Life.